# Markus Bernhard
Markus Bernhard (* 13. Februar 1921; † September 2002) war ein deutscher Handball- und Basketballnationalspieler, der für die Bundesrepublik antrat.

## Werdegang
Bernhard begann seine Karriere beim MTSV Schwabing. 1950 wechselte er zum FC Bayern München unter Walter Fembeck, mit dem er 1955 den fünften Platz in der obersten deutschen Handball-Spielklasse erreichte. Dies war die beste Platzierung der Männer-Handballabteilung des Vereins überhaupt.
Von 1951 bis 1958 spielte Bernhard in 37 Länderspielen für die deutschen Handballnationalmannschaft, davon 25 auf dem Feld und 12 in der Halle, der Abwehrspezialist erzielte insgesamt 29 Tore. Bei den Feldhandball-Weltmeisterschaften 1952 und 1955 gewann er jeweils mit der deutschen Mannschaft den Weltmeistertitel.
Dafür wurde er am 28. Juni 1953 mit den Silbernen Lorbeerblatt geehrt. Auch bei der Hallenhandball-Weltmeisterschaft 1954 gehörte Bernhard zur deutschen Mannschaft und belegte den zweiten Platz hinter Schweden.
Neben seiner Handballkarriere war Bernhard auch als Basketballspieler erfolgreich. 1947 und 1949 gewann er mit dem MTSV Schwabing die deutsche Meisterschaft. Er wechselte zum FC Bayern München, mit dem er 1954 und 1955 ebenfalls deutscher Meister wurde. 1941/42 bestritt er die beiden ersten von insgesamt 22 Länderspielen. Danach kam er wieder ab 1951 zum Einsatz in der deutschen Nationalmannschaft. In diesem Jahr trat er mit der Mannschaft der Bundesrepublik bei der EM an. 1953 nahm er mit einer gesamtdeutschen Auswahl an der Europameisterschaft teil.